# كشافة نيوزيلندا
كشافة نيوزيلندا، ورسميا «جمعية كشافة نيوزيلندا»  هي جمعية الكشافة الوطنية في نيوزيلندا وهي أحد أعضاء المنظمة العالمية للحركة الكشفية منذ عام 1953. بلغ عدد أعضاء الجمعية حوالي 15329 عضو اعتبارا من عام 2015.